# Biet Medhani Alem
Biet Medhani Alem ("El Salvador del mundo") es una iglesia etíope ortodoxa situada en Lalibela, en la región de Amhara, en Etiopía. Fue construida en el siglo XIII probablemente por el emperador Gebre Mesqel Lalibela de la dinastía dinastía Zagüe de Etiopía.
Es una de las once iglesias monolíticas de Lalibela que fueron declaradas Patrimonio de la Humanidad por la Unesco en el año 1978, y forma parte del grupo de seis iglesias situadas al norte del río "Jordán". Sus constructores querían representarla como una reproducción de la Iglesia de Santa María de Sion de Aksum, destruida en 1535 por el ejército invasor de Ahmed Ibn Ibrahim Al-Ghazi.
Es la mayor y más alta de las iglesias del complejo de Lalibela con un espacio interior de 10000 metros cúbicos y se estima que para su construcción tuvieron que ser retirados 15000 metros cúbicos de roca. Desde el punto de vista del diseño se destacan las columnas que la rodean así como su techo de dos aguas. No posee pinturas y se encuentra dividida en cinco naves.

## Historia
Hacia finales del siglo XII el Islam había consolidado su dominio sobre la región de Tierra Santa volviendo casi imposible la peregrinación hacia sus templos por parte de los cristianos. Por esta razón el complejo de Lalibela se construyó como una reproducción de la Tierra Santa.
Según la historia cultural etíope, Biet Medhani Alem, junto con las otras iglesias de Lalibela, se construyeron en el siglo XIII después de que el rey Gebre Mesqel Lalibela de la dinastía Zagüe tuviera una visión en la que se le daban instrucciones para construir una iglesia. La leyenda cuenta que la iglesia fue construida con milagrosa rapidez por el rey en persona acompañado por un grupo de ángeles.
Hoy en día, Lalibela sigue siendo lugar de peregrinación para los miembros de la Iglesia ortodoxa etíope especialmente durante la celebración del Timkat, versión copta etíope de la Epifanía. La iglesia forma parte del Patrimonio de la Humanidad de la Unesco junto al resto de las iglesias que constituyen el conjunto llamado Iglesias talladas en la roca de Lalibela.